# Groupe Medvedkine
L'activité des groupes Medvedkine constitue une expérience sociale audiovisuelle menée par des réalisateurs et techniciens du cinéma militant en association avec des ouvriers de la région de Besançon et de Sochaux entre 1967 et 1974. Pendant cette période, les films réalisés par les ouvriers sont produits et distribués par la société de production indépendante ISKRA-SLON fondée par Chris Marker et Inger Servolin.
Le nom des deux groupes a été choisi en hommage au travail du réalisateur soviétique Alexandre Medvedkine.

## Genèse
En mars 1967, le cinéaste Chris Marker reçoit une lettre du CCPPO (centre culturel populaire) qui participe à l'animation de l'occupation de l'usine Rhodiaceta, lui demandant de leur envoyer des films. Durant l'occupation de l'usine, le comité de grève souhaite en effet développer l'animation culturelle notamment par la diffusion de films militants. Chris Marker accepte et fait le voyage de Paris à Besançon où se situe l'usine, en transportant plusieurs bobines de films. Une fois sur place, il sort sa caméra 16 mm et commence à filmer de l'intérieur la grève des Rhodiaceta.
À bientôt, j'espère sera présenté à la télévision française au printemps 1968. Mais cette rencontre va surtout déboucher sur la création de deux groupes d'ouvriers et techniciens du cinéma mettant leur pratique en commun pour la création de films militants : le groupe Medvedkine de Besançon, puis plus tard celui de Sochaux. Jacques Mandelbaum écrit : 

« Un chapitre exemplaire du cinéma dit militant s'écrit et se filme là, dans l'est de la France, au cœur de ces usines, conférant à ce genre vilipendé (souvent, il faut le reconnaître, à juste raison) des lettres de noblesse qu'on ignorait et qu'on redécouvre avidement aujourd'hui, à la faveur d'un temps que même l'espoir a déserté. »

A l'Initiative du CCPPO ces œuvres ont été retirées et numérisées par le CCPPO et ISKRA  avec le soutien financier de la Région de Franche Comté et de la DRAC de Besançon. Les travaux progressifs ont commencés en 1980 sous la responsabilité de Roger Journot.

## Le groupe de Besançon

### Membres du groupe
- Vincent Berchoud
- Juliet Berto
- Georges Binetruy
- Ethel Blum
- Francis et Antoine Bonfanti
- Michèle Bouder
- Paul Bourron
- Leo Brouwer
- Pol et Zouzou Cèbe
- Christian Corouge
- Claude Curty
- Michel Desrois
- Michel Follin
- Jean-Luc Godard
- Andréa Haran
- Joris Ivens
- René Levert
- Pierre Lhomme
- Georges Liévremont
- Jacques Loiseleux
- Colette Magny
- Chris Marker
- Mario Marret
- André et Jean-Marie Marteau
- Jean Martin
- Yoyo Maurivard
- Harald Maury
- Jacqueline Meppiel
- Bruno Muel
- Michel Pamart
- Simone Nedjma
- Anne Papillault
- Ragnar
- Silvio Rodriguez
- Alain Rousselot
- Jean-Pierre Thiébaud
- Henri et Michèle Traforetti
- Pierre Todeschini
- René Vautier
- Claude Zedet
- Mohamed Zinet

### Filmographie
- A bientôt j'espère (1967-68 / 16 mm / noir & blanc / 44 minutes) : film fondateur du groupe Medvedkine de Besançon, réalisé par Chris Marker et Mario Marret. Images de Pierre Lhomme, Antoine Bonfanti, Paul Bourron, Harald Maury et Bruno Muel. Son de Michel Desrois. Montage par Carlos de Los Llanos.
- La Charnière (1968 / 16 mm / son seul / 13 minutes) : ce film sans image enregistré et monté par Antoine Bonfanti (avec ajout d'un texte écrit et lu par Paul Cèbe) restitue une partie du débat issu de la projection publique à Besançon du film A bientôt j'espère
- Classe de lutte (1968 / 16 mm / noir & blanc / 37 minutes)[5]
- Rhodia 4 x 8 (1969 / 16 mm / noir & blanc / 4 minutes)
- Nouvelle société n° 5: Kelton (1969-1970 / 16mm / noir & blanc / 8 minutes)
- Nouvelle société n° 6: Biscuiterie Buhler (1969-1970 / 16mm / noir & blanc / 9 minutes)
- Nouvelle société n° 7: Augé Découpage (1969-1970 / 16mm / noir & blanc / 11 minutes)
- Le Traîneau-Échelle (1971 / 16 mm / couleur / 8 minutes) : réalisé par Jean-Pierre Thiébaud, peut-être avec l'aide de Valérie Mayoux pour la bobine définitive
- Lettre à mon ami Pol Cèbe (1971 / 16 mm / couleur / 17 minutes) : réalisé par Michel Desrois. Image : José They. Son : Antoine Bonfanti
- D'autres films super 8 ont été réalisés (images de mai, politique culturelle municipale...)ainsi que des travaux 16MN inachevés et conservés par le CCPPO

## Le groupe de Sochaux
La naissance de ce groupe est postérieure à celle de Besançon dans la foulée de mai 68 et après la réalisation du film Sochaux, 11 juin 1968 en grande partie réalisé par le groupe de Besançon. Il s'agit essentiellement de jeunes militants ouvriers travaillant dans l'usine Peugeot qui se forment en collectif informel autour de Pol Cèbe et de Bruno Muel avec l'aide épisodique du cinéaste Chris Marker. D'après Christian Corouge, l'un de ses membres, le groupe de Sochaux était très différent de celui de Besançon : 

« Nous étions un peu plus jeunes. Nous étions tous sous l'influence du mouvement de Mai, déjà politisés avant même d'entrer dans le monde du travail. Nous n'avions pas leur conception du militantisme. La nôtre était plus joyeuse, plus désordonnée. Nous voulions faire entrer la littérature, le théâtre, le cinéma dans les usines comme autant de moyens d'en sortir les ouvriers […]. »

Bruno Muel raconte dans la revue Images documentaires la genèse du projet : « Nous étions plusieurs “Parisiens” à avoir déjà fait le voyage pour rencontrer les grévistes, leur rapporter notre soutien en filmant et photographiant, en leur donnant aussi des conseils pour filmer et photographier par eux-mêmes. »

### Membres du groupe
- Antoine Bonfanti
- Jean-Claude Bourgon
- Jean-Paul Bousquet
- Dominique Burgeaud
- Eliane et Daniel Cagin
- Yves Castagne
- Manu, Pol et Zouzou Cèbe
- Andrée Chassard
- Jean-François Chevalier
- Dominique et Christian Corouge
- Michel Desrois
- Christian Driano
- Jean-Paul Gandy
- Bernard Guenon
- Christian Hidray
- Daniel Jeannay
- René Le Diguerher
- Robert Lézian
- Pierre Malet
- Chris Marker
- Marc Martinez
- Yves Morio
- Bruno et Francine Muel
- Annette et Antoine Paleo
- Michel Reulet
- Théo Robichet
- Isidro Romero
- Ana Ruiz
- Bernard Sineya
- Francis Taillard
- Youssef Tatem
- François Ziliox et l'équipe du Théâtre des habitants

### Filmographie
- Sochaux, 11 juin 1968 (1970 / 16 mm / noir & blanc / 20 minutes) réalisé par Bruno Muel assisté de Michel Desrois. Montage : Marie-Noëlle Rio. Premier film du groupe Medvedkine de Sochaux, ce film relate l'un des épisodes les plus violents de Mai 68: l'assassinat de deux ouvriers de l'usine Peugeot par une brigade de CRS lors d'affrontements le 11 juin 1968. Le film sera projeté deux ans plus tard, le 11 juin 1970, dans une salle de cinéma située face de l'usine, lors de la journée de commémoration de la mort des deux ouvriers.
- Les 3/4 de la vie (1971 / 16 mm / noir & blanc et couleur : 18 minutes)
- Week-end à Sochaux (1971-1972 / 16 mm / couleur / 54 minutes)
- Septembre chilien (1973 / 16 mm / couleur / 39 minutes): réalisé par Bruno Muel, Théo Robichet et Valérie Mayoux
- Avec le sang des autres (1975 / 16 mm / couleur / 50 minutes)
- Divers autres films montrant la vie à Clermoulin et les activités du CE Peugeot ont été « sauvés » par le CCPPO de Besançon